# Иголомя

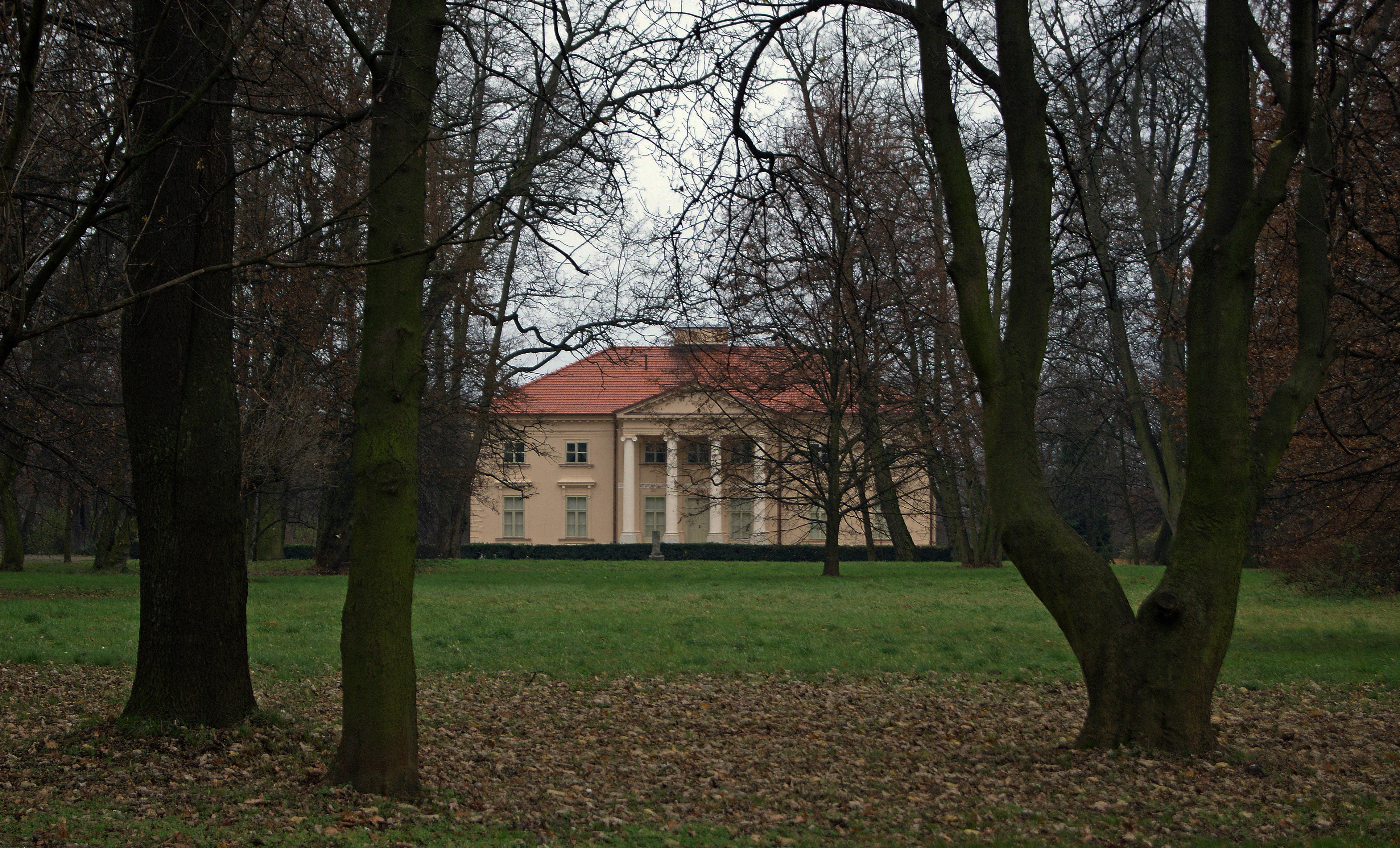
Усадьба Водзицких

Иголо́мя (пол. Igołomia) — село в Польше, расположенное в Малопольском воеводстве, в Краковском повете, в гмине Иголомя-Вавженьчице, около государственной трассы № 79.

## География
Село располагается в 7 км от административного центра гмины села Вавженьчице и в 22 км от административного центра воеводства города Краков.

## История
История Иголоми берет своё начало в Средневековье. В актах динариев Святого Петра за 1325 −1327 годы встречается первое упоминание о местном приходе. Первый приход находился под патронатом бенедиктинских монахов Тынецкого монастыря. С начала XV века село находилось в собственности Краковской Академии.
Около 1420 года в селе была построена готическая церковь Рождества Пресвятой Богородицы, которая существует до нашего времени. В конце XVIIII века в селе была построена усадьба Водзицких по проекту польского архитектора Петра Айгнера.
В середине XVIII века в Иголоми было уничтожено сочинение известного на тот момент исследователя истории церкви священника Богутитцкого под названием «Церковная история».
До 1954 года оно было административным центром гмины Иголомя. С 1975 по 1998 годы село входило в состав Краковского воеводства.

## Население
По состоянию на 2013 год в селе проживало 1193 человек.
| 2010 | 2013 |
| ---- | ---- |
| 1190 | 1193 |

| Перепись  | Всего   | Всего | Женщины | Женщины | Мужчины | Мужчины |
| --------- | ------- | ----- | ------- | ------- | ------- | ------- |
| Единицы   | человек | %     | человек | %       | человек | %       |
| Население | 1193    | 100   | 629     |         | 564     |         |

## Известные личности и уроженцы
- Водзиновский, Винсент (1866—1940) — польский художник.

## Достопримечательности
Памятники культуры Малопольского воеводства:
- Дворец Водзицких;
- Иголомская кузница